# Орчіла
Орчіла (Ла Орчила, ісп. La Orchila) — острів у Карибському морі, належить Венесуелі. Розташований за 180 км на північ від Каракаса. Площа близько 40 км².
На острові розміщується військово-морська база ВМС Венесуели з аеродромом, а також резиденція президента Венесуели.

## Історія

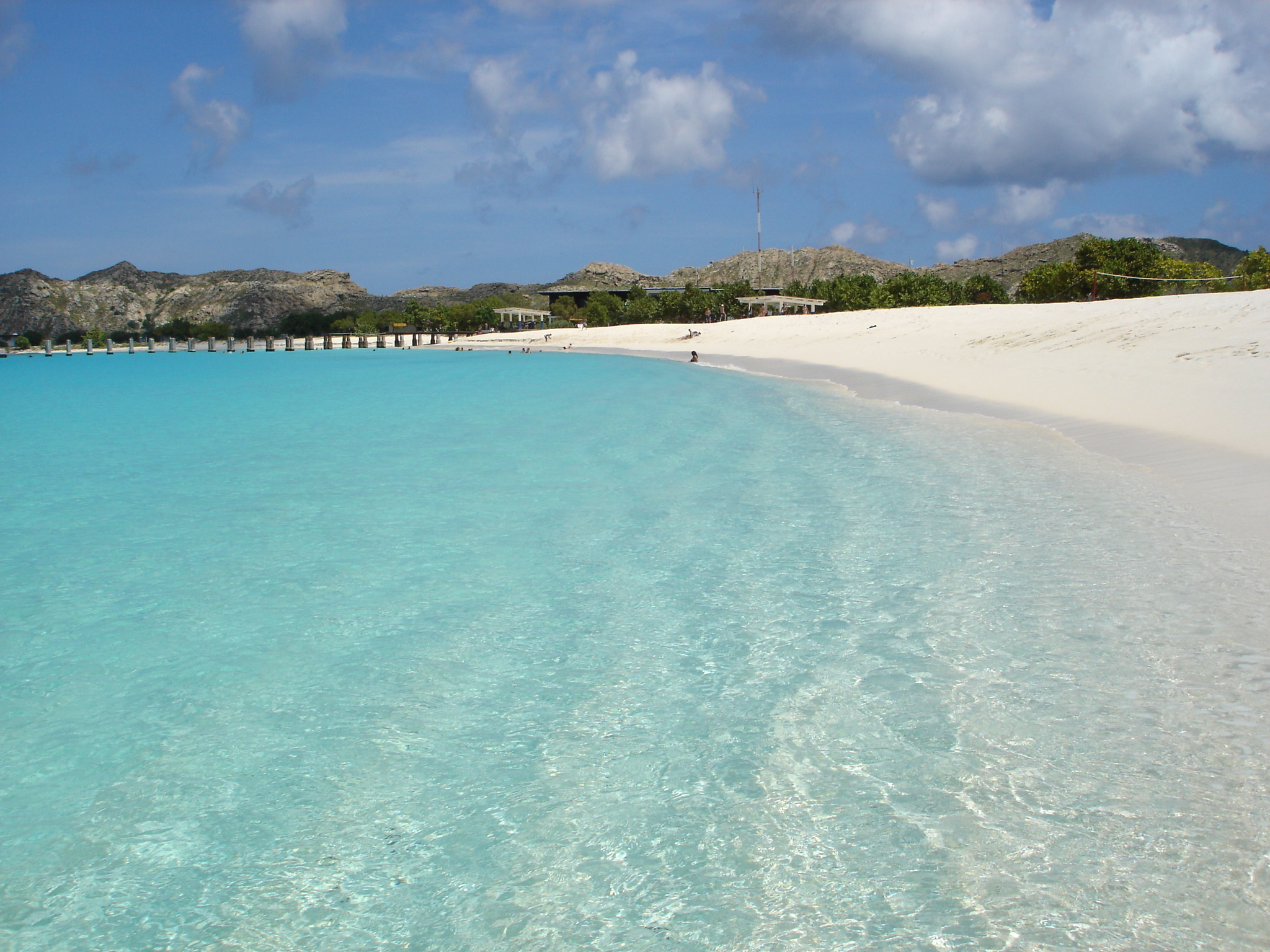
Пляж Орчіли

1938 року, разом з іншими, острів перейшов у федеральне підпорядкування. До 1950-х років був заселений, населення становило близько 121 жителів, яких було виселено за часів правління генерала Маркоса Переса Хіменеса. Під час його врядування там було збудовано близько 32 військових об'єктів і кілька невеликих будинків, включаючи президентську резиденцію, яку багато президентів використовували як літню.
2002 року, під час невдалого перевороту, президента Уго Чавеса утримували на острові під арештом.
17 травня 2008 року ВПС США порушили повітряний простір Венесуели, після чого було висловлено протест з боку уряду. Пентагон оголосив інцидент навігаційною помилкою.
14 березня 2009 року Уго Чавес запропонував використовувати військову базу на острові для тимчасового базування стратегічних літаків російських ВПС.